# Paweł Staszek
Paweł Staszek (ur. 20 maja 1976 w Lublinie) – polski żużlowiec.
Wychowanek Motoru Lublin. Licencję zdobył w 1993 r., w lidze zadebiutował 4 lipca 1993 r. w meczu z Unią Tarnów.

## Kluby
- Polskie
  - Motor Lublin; 1993–1995
  - GKM Grudziądz; 1996–2002
  - GTŻ Grudziądz; 2003–2009
  - KSM Krosno; 2010
  - Polonia Piła; 2011
  - GTŻ Grudziądz; 2012
  - Wanda Kraków; 2013–2014
- Angielskie
  - Oxford Silver Machines; 2005
- Czeskie
  - AK Slaný 2005-2007
- Duńskie
  - Outrup 2006
- Szwedzkie
  - Smederna Eskilstuna 2005
  - Team Bikab Eskilstuna 2006–2007
- Rosyjskie
  - Lukoil Oktiabrskij 2007
- Niemieckie
  - MSC Olching 2008
- Fińskie
  - HyMK Sand Blowers

## Sukcesy

### Młodzieżowe Indywidualne Mistrzostwa Polski
- 1996 - 6. miejsce (Rzeszów)
- 1997 - 16. miejsce (Częstochowa)

### Młodzieżowe Mistrzostwa Polski Par Klubowych
- 1997 - 4. miejsce (Rzeszów)

### Młodzieżowe Drużynowe Mistrzostwa Polski
- 1997 - 1. miejsce (Grudziądz)

### Brązowy Kask
- 1995 - 8. miejsce (Lublin)

### Srebrny Kask
- 1997 - 15. miejsce (Leszno)

### Indywidualne Mistrzostwa Polski
- 2006 - 13. miejsce (Tarnów)
- 2010 - 15. miejsce (Zielona Góra)

### Mistrzostwa Polski Par Klubowych
- 1997 - 6. miejsce (Bydgoszcz)
- 2012 - 3. miejsce (Leszno)

### Złoty Kask
- 1997 - 15. miejsce (Wrocław)

### Indywidualne Mistrzostwa Świata Juniorów
- 1997 - 13. miejsce (Mseno, Czechy)

### Drużynowe Mistrzostwa Czech
- 2006 - 1. miejsce (z AK Slany)

### Mistrzostwa Czech Par
- 2005 - 1. miejsce
- 2006 - 3. miejsce